# F-ive elements
『F-ive elements』（ファイブ・エレメンツ）は、I'veのインディーズアルバム。
同一のコンセプトで制作された『F-ive elements -hexa communion-』（ファイブ・エレメンツ　ヘキサ・コミュニオン）、『F-ive elements3 -舞旋回廊-』（ファイブ・エレメンツスリー　ぶせんかいろう）についても本稿で述べる。

## 概要
「原点回帰 -psychedelic trance-」を謳い、全楽曲にI'veのコンポーザーであるNAMIによる英語詞がつけられている。

## F-ive elements
『F-ive elements』（ファイブ・エレメンツ）は、2018年12月29日に発売されたI'veのインディーズアルバム。2018年12月29日から同月31日まで開催されたコミックマーケット95にて販売された。発売元はビジュアルアーツ。
佐藤アスカは本作がI'veへの初参加作である。

### 収録曲
1. 土 the under / 柚子乃
  - 作詞：NAMI / 作曲：高瀬一矢 / 編曲：NAMI
2. 風 the silence / RINA
  - 作詞：NAMI / 作曲：高瀬一矢 / 編曲：NAMI
3. 木 the earth / 佐藤アスカ
  - 作詞：NAMI / 作曲：高瀬一矢 / 編曲：NAMI
4. 火 the flare / IKU
  - 作詞：NAMI / 作曲：高瀬一矢 / 編曲：NAMI
5. 水 the flow / IKU
  - 作詞：NAMI / 作曲：高瀬一矢 / 編曲：NAMI
6. 土 the under (Instrumental)
7. 風 the silence (Instrumental)
8. 木 the earth (Instrumental)
9. 火 the flare (Instrumental)
10. 水 the flow (Instrumental)

## F-ive elements -hexa communion-
『F-ive elements -hexa communion-』（ファイブ・エレメンツ　ヘキサ・コミュニオン）は、2019年12月28日に発売されたI'veのインディーズアルバム。2019年12月28日から同月31日まで開催されたコミックマーケット97にて販売された。発売元はビジュアルアーツ。
本作からC.G mixが参加している。

### 収録曲
1. 炎 -EN- / 佐藤アスカ
  - 作詞：NAMI / 作曲：高瀬一矢 / 編曲：NAMI
2. 雷 -RAI- / RINA
  - 作詞：NAMI / 作曲：高瀬一矢 / 編曲：NAMI
3. 湖 -KO- / 北沢綾香
  - 作詞：NAMI / 作曲：高瀬一矢 / 編曲：NAMI
4. 林 -RIN- / Leina
  - 作詞：NAMI / 作曲：高瀬一矢 / 編曲：NAMI
5. 地 -CHI- / RINA
  - 作詞：NAMI / 作曲：高瀬一矢 / 編曲：NAMI
6. 宙 -CHU- / IKU
  - 作詞：NAMI / 作編曲：C.G mix
7. 炎 -EN- (Instrumental)
8. 雷 -RAI- (Instrumental)
9. 湖 -KO- (Instrumental)
10. 林 -RIN- (Instrumental)
11. 地 -CHI- (Instrumental)
12. 宙 -CHU- (Instrumental)

## F-ive elements3 -舞旋回廊-
『F-ive elements3 -舞旋回廊-』（ファイブ・エレメンツスリー　ぶせんかいろう）は、2020年12月20日に発売されたI'veのインディーズアルバム。ビジュアルアーツのオンラインイベント「ビジュアルアーツ冬フェス 2020 in エアコミケ2」にて発売された。発売元はビジュアルアーツ。
NAMI名義での歌唱は本作が初である。

### 収録曲
1. 廊 -ROU- / RINA
  - 作詞：NAMI / 作曲：高瀬一矢 / 編曲：NAMI
2. 舞 -BU- / NAMI
  - 作詞：NAMI / 作曲：高瀬一矢 / 編曲：NAMI
3. 旋 -SEN- / NAMI
  - 作詞：NAMI / 作曲：高瀬一矢 / 編曲：NAMI
4. 回 -KAI- / 佐藤アスカ
  - 作詞：NAMI / 作編曲：C.G mix
5. 廊 -ROU- (Instrumental)
6. 舞 -BU- (Instrumental)
7. 旋 -SEN- (Instrumental)
8. 回 -KAI- (Instrumental)